# Lettres d'Écouen
 (novembre 2024).
Si vous disposez d'ouvrages ou d'articles de référence ou si vous connaissez des sites web de qualité traitant du thème abordé ici, merci de compléter l'article en donnant les références utiles à sa vérifiabilité et en les liant à la section « Notes et références ».

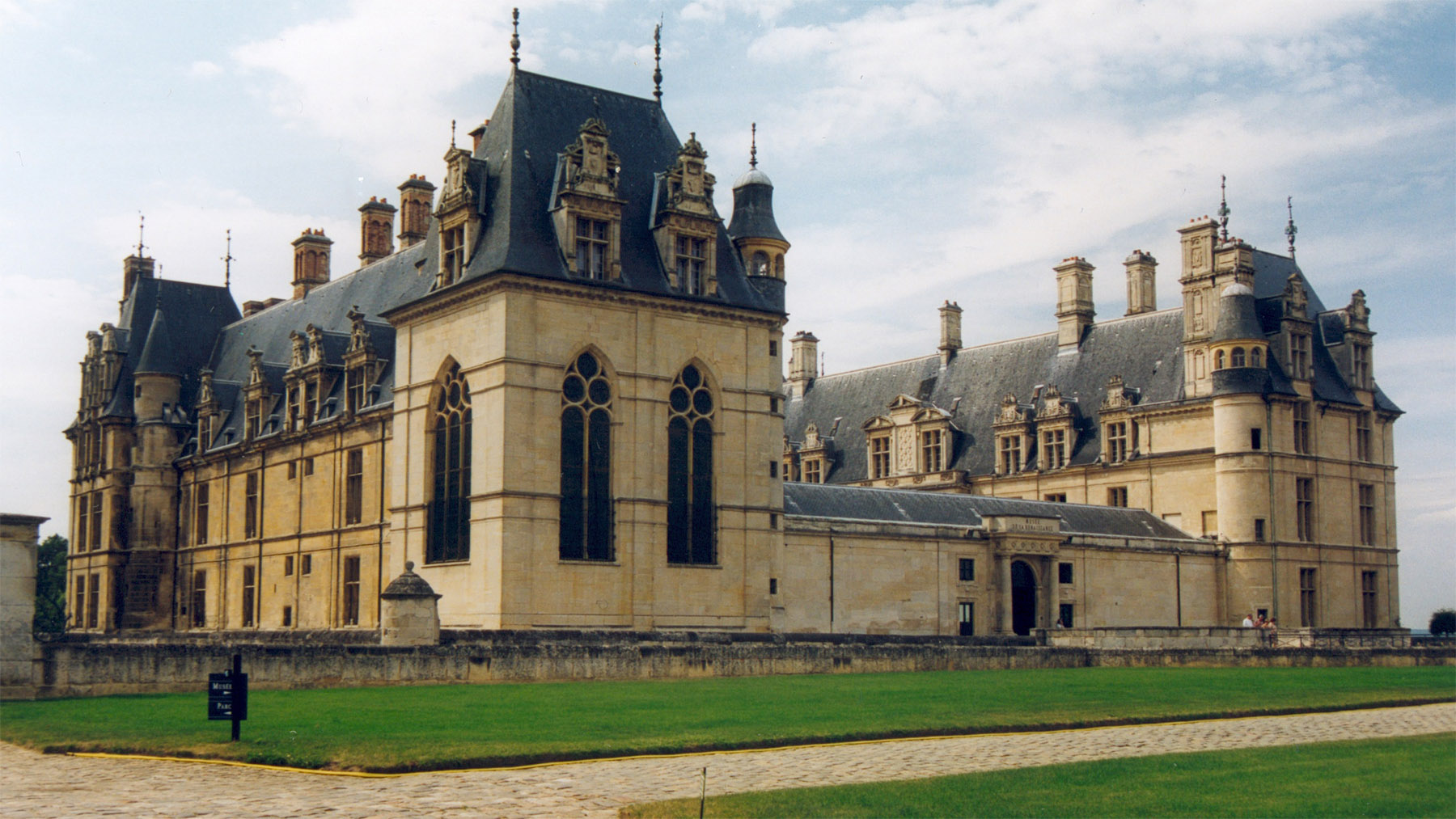
Le Château d'Écouen, résidence d'Anne de Montmorency où séjournait Henri II (roi de France).

Les Lettres d'Écouen sont un acte promulgué par le roi de France Henri II le 2 juin 1559 afin de réprimer sévèrement l'hérésie calviniste. Il est pris avant le début des guerres de religion du XVIe siècle, et aura une influence certaine sur le déclenchement de celles-ci.
Le roi se trouvant à Écouen, il signe des lettres patentes par lesquelles il donne aux autorités locales, aux magistrats et aux officiers du royaume le droit de poursuivre, d’arrêter et de condamner les protestants, avec des sanctions particulièrement dures, pouvant aller jusqu’à la peine de mort et la confiscation de leurs biens.

## Contexte historique

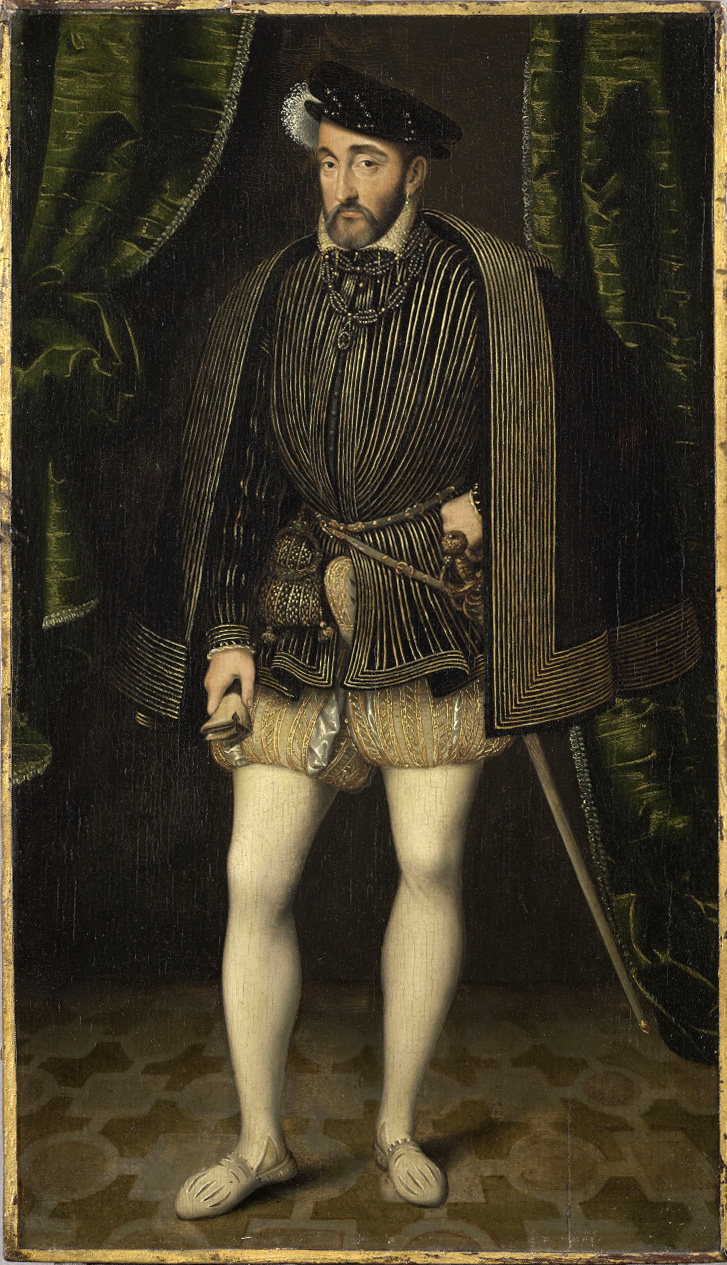
Henri II (roi de France).

C'est sous le règne d'Henri II que la réforme protestante se développe en France. Le Roi, fervent catholique, décide rapidement de prendre des mesures pour limiter l'extension de la nouvelle religion. Ainsi les Edits de Paris puis de Chateaubriant (1549 et 1551) augmentent, entre autres, les pouvoirs des juges catholiques pour condamner les hérétiques. Ils sont complétés par l'Édit de Compiègne du 24 juillet 1557 qui accentue encore la répression par les tribunaux publics, y compris envers les catholiques aidant ou hébergeant des protestants. Néanmoins l'Inquisition n'est pas rétablie dans le Royaume, du fait d'un conflit d'Henri II avec le Pape Jules III.
Henri II est conseillé par Diane de Poitiers, sa favorite, qui a eu beaucoup d'influence sur lui. Véritable femme d'État, et catholique convaincue, elle poussera toujours le Roi à la plus grande fermeté envers les "hérétiques".
Malgré la persécution et le nombre croissant de procès en hérésie, le protestantisme ne cesse de se développer en France, y compris chez les nobles. En septembre 1557, une émeute menée par les réformés éclate à Paris, rue Saint-Jacques. Henri II est victime d'une tentative d'assassinat, mais il ne sera pas prouvé que c'était l'œuvre des protestants puisque l'homme est immédiatement exécuté.
C'est alors qu'au sommet des troubles religieux du règne d'Henri II, le Roi, en villégiature au château d'Écouen, demeure du Connétable Anne de Montmorency, signe les Lettres d'Ecouen.

## HenriII, les Montmorency, et Écouen
Anne de Montmorency est l'héritier de la très riche et puissante Maison de Montmorency. Il fut le meilleur ami du roi François Ier, père d'Henri II. Militaire accompli, il devient maréchal de France puis Connétable, la plus haute distinction. Également collectionneur d'art, il fait bâtir le château d'Écouen.
Henri II est très proche d'Anne de Montmorency, qu'il considère presque comme un père. Anne de Montmorency, continuera ainsi à développer son pouvoir pendant ce règne. Après le roi, il est de fait l'homme le plus puissant du Royaume, avec les Guise. Il possédait plus de 600 fiefs et 130 châteaux dans tout le Royaume.
François de Coligny d'Andelot, neveu du Connétable Anne de Montmorency, se convertit au protestantisme à la fin des années 1550. C'était alors un personnage important, colonel général de l'Infanterie. L'apprenant, Henri II fait arrêter d'Andelot et ordonne qu'on l'enferme au château de Melun. Son oncle, Anne de Montmorency, obtiendra finalement sa grâce. Pendant les guerres de religion, plus tard, d'Andelot deviendra un fervent partisan de la Réforme, menant de nombreuses batailles contre l'armée régulière catholique du Royaume, de 1562 à sa mort en 1569.
Écouen devient la principale demeure du Connétable, et le lieu de villégiature préféré du Roi. Une aile entière du château est spécialement dédiée à Henri II qui y séjourna donc souvent. 

## Les Lettres d'Écouen

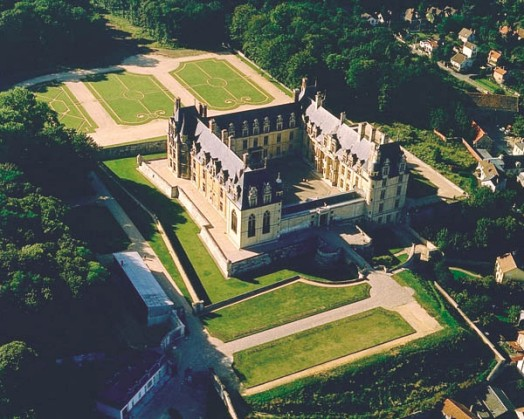
Château d'Écouen.

Les Lettres sont promulguées le 2 juin 1559 à Écouen.Elles prévoient que tous les protestants révoltés ou en fuite doivent être abattus sans procès. Ces Lettres sortent ainsi du cadre légal, ce qui constitue une rupture avec les édits précédents.
Les Lettres d’Écouen étaient des ordonnances ponctuelles, adressées aux autorités locales, pour intensifier la répression contre les protestants. Elles représentent un acte d’urgence et de circonstance de la part d’Henri II, visant à faire face rapidement à la montée du protestantisme sans passer par les voies législatives plus formelles et contraignantes propres aux édits royaux.

## Conséquences
A ceci s'ajoute, en juin 1559, l'Affaire Anne du Bourg, un conseiller-clerc du Parlement de Paris depuis 1557. Le Parlement de Paris tient une mercuriale, qui débute le 12 avril 1559. Le 10 juin, le Roi vient assister à la séance pour encourager la répression, or plusieurs magistrats, dont Anne du Bourg, réclament  la fin des persécutions. Il est arrêté avec quatre autres magistrats qui se rétracteront et seront relâchés. Anne du Bourg maintient sa position et est condamné comme hérétique à mort le 30 juin par l'Evêque de Paris. Il fait appel devant le Parlement, mais aussi l'Archevêque de Sens, ou encore l'Archevêque de Lyon : ils sont tous rejetés. Anne du Bourg est condamné à mort le 23 décembre 1559 et est exécuté le jour même comme “hérétique sacramentaire Pertinax et obstiné”. Il est alors pendu en place de Grève.
Les Lettres d'Écouen et le supplice d'Anne du Bourg sont clairement les préludes des guerres de religion. De façon générale, les édits du Roi étaient mal appliqués du fait de la faiblesse des structures administratives et judiciaires dans un Royaume encore peu centralisé. De plus, une partie des officiers convaincus par la Réforme, n'appliqueront volontairement pas les actes royaux. Et c'est justement parce que les édits n'ont que peu d'effets qu'il se produira une escalade dans la brutalité de la persécution exigée par Henri II.
Henri II meurt accidentellement quelques mois après les Lettres d'Écouen, son fils François II devient alors roi à 15 ans. François II s'appuie sur les Guise pour gouverner. Il meurt en 1560, sa mère Catherine de Médicis assure alors la régence pour le nouveau roi de 10 ans, Charles IX. Pour trouver une conciliation entre protestants et catholiques, elle écartera les Guise du pouvoir, provoquant de nombreux conflits à la Cour. Les Guise et les Montmorency, les deux grandes Maisons rivales du Royaume auront une grande influence dans les guerres de religion. Si tous les Montmorency ne sont pas protestants, ils profiteront du conflit pour s'en prendre aux Guise, meneurs du parti catholique.
Malgré les édits de Catherine de Médicis défendant la liberté de culte, la marche à la guerre devient inéluctable après le massacre de Wassy (74 protestants assassinés par François de Guise). Le Connétable Anne de Montmorency trouvera la mort au cours de la bataille de Saint-Denis alors qu'il commandait les armées royales.